# Nayagarh
Nayagarh là một thị xã và là nơi đặt ủy ban khu vực quy hoạch (notified area committee) của quận Nayagarh thuộc bang Orissa, Ấn Độ.

## Địa lý
Nayagarh có vị trí 20°08′B 85°06′Đ / 20,13°B 85,1°Đ Nó có độ cao trung bình là 178 mét (583 feet).

## Nhân khẩu
Theo điều tra dân số năm 2001 của Ấn Độ, Nayagarh có dân số 14.311 người. Phái nam chiếm 54% tổng số dân và phái nữ chiếm 46%. Nayagarh có tỷ lệ 84% biết đọc biết viết, cao hơn tỷ lệ trung bình toàn quốc là 59,5%: tỷ lệ cho phái nam là 87%, và tỷ lệ cho phái nữ là 81%. Tại Nayagarh, 9% dân số nhỏ hơn 6 tuổi.